# 北村武資
北村 武資（きたむら たけし、1935年8月18日 - 2022年3月31日）は、日本の染織家である。
京都市生まれ。戦争中に父と長兄を亡くし、小学４年から京都・西陣で下働きを重ねた。1972年に中国・長沙の前漢墓から出土した「羅」を知り、復元に挑戦。翌年には試作を完成させ、日本伝統工芸展に出品して注目された。
1995年に「羅」で、2000年に「経錦」で人間国宝認定を受けた。

## 略歴
| 1951年 | 京都西陣で織物業に従事                                                                            |
| 1962年 | 法衣金襴制作技術者として独立                                                                      |
| 1965年 | 第12回日本伝統工芸展入選                                                                          |
| 1968年 | 第15回日本伝統工芸展 NHK会長賞受賞・日本工芸会正会員                                              |
| 1971年 | 京都国立近代美術館「染織の新世代展」                                                              |
| 1983年 | 「亀甲花葉文経錦」文化庁買上                                                                      |
| 1987年 | 「忍冬花文羅」京都府立総合資料館買上                                                              |
| 1990年 | 京都府指定無形文化財保持者「羅」「経錦」認定・MOA美術館岡田茂吉賞工芸部門大賞受賞・日本工芸会理事 |
| 1994年 | 第41回日本伝統工芸展 日本工芸会保持者賞受賞                                                       |
| 1995年 | 重要無形文化財保持者「羅」認定・日本伝統工芸展等の鑑・審査員を歴任                                |
| 1996年 | 紫綬褒章受章                                                                                      |
| 2000年 | 重要無形文化財保持者「経錦」認定                                                                  |
| 2005年 | 旭日中綬章受章                                                                                    |